# Adrián Martín
Adrián Martín Lucas (Valencia, 9 luglio 1992) è un pilota motociclistico spagnolo.

## Carriera
Esordisce nella classe 125 del motomondiale nel 2008, con l'Aprilia RS 125 R del team Bancaja Aspar, a Misano, correndo cinque Gran Premi al posto di Pere Tutusaus. Ottiene un punto. Nello stesso anno, corre nel campionato spagnolo velocità, ottenendo due podi e il quinto posto finale.
Nel 2009 corre nel campionato spagnolo, concludendo 11º.
Corre nel 2010 con un'Aprilia del team Aeroport de Castelló - Ajo. In questa stagione è costretto a saltare il GP d'Italia per infortunio; al termine della stagione raccoglie un totale di 35 punti che lo piazzano al 15º posto nella classifica stagionale. Ha ottenuto un nono posto in Giappone come miglior risultato.
Nel 2011 passa al team Bankia Aspar, con compagni di squadra Nicolás Terol e Héctor Faubel. Ottiene come miglior risultato un sesto posto in Gran Bretagna e termina la stagione al 13º posto con 45 punti.
Nel 2012 viene ingaggiato dal team JHK T-Shirt Laglisse per correre nella classe Moto3, alla guida in Qatar di una Honda NSF250R e in seguito di una FTR M312; il compagno di squadra è Efrén Vázquez. Ottiene come miglior risultato un decimo posto in Malesia e termina la stagione al 24º posto con 16 punti. In questa stagione è costretto a saltare il Gran Premio di San Marino per la frattura di uno scafoide rimediata nelle prove libere del GP.

## Risultati nel motomondiale
| 2008 | Classe | Moto    |  |  |  |  |  |  |  |  |  |  |    |  |     |  |    |    |    |     | Punti | Pos. |
| ---- | ------ | ------- |  |  |  |  |  |  |  |  |  |  | -- |  | --- |  | -- | -- | -- | --- | ----- | ---- |
| 2008 | 125    | Aprilia |  |  |  |  |  |  |  |  |  |  | NE |  | Rit |  | 25 | 17 | 15 | Rit | 1     | 33º  |

| 2010 | Classe | Moto    |    |    |    |    |    |    |    |     |    |    |     |    |    |   |    |    |     |     | Punti | Pos. |
| ---- | ------ | ------- | -- | -- | -- | -- | -- | -- | -- | --- | -- | -- | --- | -- | -- | - | -- | -- | --- | --- | ----- | ---- |
| 2010 | 125    | Aprilia | 20 | 13 | 15 | NP | 16 | 16 | 11 | Rit | NE | 11 | Rit | 15 | 11 | 9 | 13 | 11 | Rit | Rit | 35    | 15º  |

| 2011 | Classe | Moto    |    |    |   |    |   |   |    |     |     |    |     |     |    |   |   |    |     |     | Punti | Pos. |
| ---- | ------ | ------- | -- | -- | - | -- | - | - | -- | --- | --- | -- | --- | --- | -- | - | - | -- | --- | --- | ----- | ---- |
| 2011 | 125    | Aprilia | 28 | 12 | 9 | 14 | 9 | 6 | 33 | Rit | Rit | NE | Rit | Rit | 26 | 9 | 8 | 27 | Rit | Rit | 45    | 13º  |

| 2012 | Classe | Moto              |    |     |     |     |    |     |    |     |    |    |     |    |    |     |    |    |    |     | Punti | Pos. |
| ---- | ------ | ----------------- | -- | --- | --- | --- | -- | --- | -- | --- | -- | -- | --- | -- | -- | --- | -- | -- | -- | --- | ----- | ---- |
| 2012 | Moto3  | Honda e FTR Honda | 20 | Rit | Rit | Rit | 17 | Rit | 18 | Rit | 13 | NE | Rit | 13 | NP | Rit | 17 | 10 | 12 | Rit | 16    | 24º  |

| Legenda | 1º posto        | 2º posto            | 3º posto            | A punti      | Senza punti        | Grassetto – Pole position Corsivo – Giro più veloce |
| Legenda | Gara non valida | Non qual./Non part. | Ritirato/Non class. | Squalificato | '-' Dato non disp. | Grassetto – Pole position Corsivo – Giro più veloce |